# I liga polska w piłce siatkowej mężczyzn (2018/2019)
I liga polska w piłce siatkowej mężczyzn (Krispol 1. Liga) 2018/2019 – 14. sezon rozgrywek siatkarskich na drugim poziomie ligowym (po raz 1. jako liga profesjonalna) organizowanych od tego sezonu przez Polska Liga Siatkówki SA.

## System rozgrywek
Zmagania toczą się dwuetapowo:

### Etap I (dwurundowa faza zasadnicza)
Przeprowadzona w formule ligowej, systemem kołowym (tj. "każdy z każdym – mecz i rewanż") Faza zasadnicza, klasyfikacja generalna – uwzględnia wyniki wszystkich rozegranych meczów, łącznie z meczami rozegranymi awansem. Punktacja: 3 pkt za wygraną 3:0 i 3:1, 2 pkt za wygraną 3:2, 1 pkt za porażkę 2:3, 0 pkt za przegraną 1:3 i 0:3.
Kolejność w tabeli po każdej kolejce rozgrywek (tabela) ustalana jest według liczby zdobytych punktów meczowych. W przypadku równej liczby punktów meczowych o wyższym miejscu w tabeli decyduje:
1. liczba wygranych meczów
2. lepszy (wyższy) stosunek setów zdobytych do straconych
3. lepszy (wyższy) stosunek małych punktów zdobytych do małych punktów straconych

Jeżeli mimo zastosowania powyższych reguł nadal nie można ustalić kolejności, o wyższej pozycji w tabeli decydują wyniki meczów rozegranych pomiędzy zainteresowanymi drużynami w danym sezonie.

### Etap II (faza play-off / play-out)
Przeprowadzona w systemem pucharowym. Do rundy play-off przystąpi 8 najlepszych drużyn po fazie zasadniczej. Zespoły z miejsc 9-10 zagrają o 9. miejsce, a 4 najsłabsze drużyny rywalizować będą o utrzymanie (w rundzie play-out).
Runda play-off
Runda 1
(O miejsca 1-8) - O tytuł mistrza KRISPOL 1. Ligi grają drużyny, które po zakończeniu fazy zasadniczej rozgrywek zajęły w tabeli miejsca od 1 do 8. Drużyny z miejsc 1-8; 2-7; 3-6; 4-5 utworzą pary meczowe, które zagrają o miejsca w 1/2 finału do trzech wygranych meczów ze zmianą gospodarza po dwóch rozegranych meczach. Gospodarzami pierwszego terminu (terminy są dwudniowe - dwumeczowe) będą zespoły, które po fazie zasadniczej rozgrywek zajęły wyższe miejsce w tabeli (ewentualny piąty mecz zostaje rozegrany również na parkiecie drużyny, która zajęła wyższe miejsce po rundzie zasadniczej).
Runda 2
(O miejsca 1-4) - Zwycięzcy rywalizacji z rundy 1 zagrają w 1/2 finału o miejsca 1-4. W pierwszym półfinale zagrają zwycięzca rywalizacji 1-8 ze zwycięzcą rywalizacji 4-5. W drugim półfinale zagrają zwycięzca rywalizacji 2-7 ze zwycięzcą rywalizacji 3-6. Drużyny grają do trzech wygranych meczów ze zmianą gospodarza po dwóch meczach. Gospodarzami pierwszego terminu (terminy są dwudniowe - dwumeczowe) będą zespoły, które po fazie zasadniczej rozgrywek zajęły wyższe miejsce w tabeli (ewentualny piąty mecz zostaje rozegrany również na parkiecie drużyny, która zajęła wyższe miejsce po rundzie zasadniczej).
(O miejsca 5-8) - Przegrani z rundy 1 fazy play off utworzą pary meczowe i zagrają o miejsca 5-8. W pierwszym parze zagra przegrany rywalizacji 1-8 z przegranym rywalizacji 4-5, a w drugiej przegrany 2-7 z przegranym 3-6. Drużyny grają do dwóch zwycięstw. Gospodarzami pierwszych spotkań będą zespoły, które po fazie zasadniczej rozgrywek zajęły niższe miejsce w tabeli. Gospodarzami meczów rewanżowych będą zespoły, które po fazie zasadniczej zajęły wyższe miejsce tabeli. Jeżeli po zakończeniu drugiego spotkania stan rywalizacji w meczach będzie wynosił 1:1 to o wygraniu rywalizacji zadecyduje trzeci mecz rozegrany na parkiecie drużyny, która zajęła wyższe miejsce w tabeli po rundzie zasadniczej.
Runda 3
(O miejsca 9-10) - Drużyny, które zajęły 9 i 10 pozycję w rundzie zasadniczej zagrają o miejsce 9 w końcowej klasyfikacji. Drużyny grają dwumecz. Gospodarzami pierwszych spotkań będą zespoły, które po fazie zasadniczej rozgrywek zajęły niższe miejsce w tabeli. Gospodarzami meczów rewanżowych będą zespoły, które po fazie zasadniczej zajęły wyższe miejsce tabeli. Jeżeli po zakończeniu drugiego spotkania stan rywalizacji w meczach będzie wynosił 1:1 to, o wygraniu rywalizacji zadecyduje wygranie „złotego seta” do 15 punktów z dwoma punktami przewagi jednej z drużyn.
(O miejsca 7-8) - Przegrani rundy o miejsca 5-8 zagrają o miejsce 7 w końcowej klasyfikacji. Rywalizacja toczyć się będzie do dwóch zwycięstw. Gospodarzami pierwszych spotkań będą zespoły, które po fazie zasadniczej rozgrywek zajęły niższe miejsce w tabeli. Gospodarzami meczów rewanżowych będą zespoły, które po fazie zasadniczej zajęły wyższe miejsce tabeli. Jeżeli po zakończeniu drugiego spotkania stan rywalizacji w meczach będzie wynosił 1:1 to o wygraniu rywalizacji zadecyduje trzeci mecz rozegrany na parkiecie drużyny, która zajęła wyższe miejsce w tabeli po rundzie zasadniczej. Przegrany zajmie ostatecznie 8. miejsce w rozgrywkach.
(O miejsca 5-6) - Zwycięzcy rundy o miejsca 5-8 zagrają o miejsce 5 w końcowej klasyfikacji. Rywalizacja toczyć się będzie do dwóch zwycięstw. Gospodarzami pierwszych spotkań będą zespoły, które po fazie zasadniczej rozgrywek zajęły niższe miejsce w tabeli. Gospodarzami meczów rewanżowych będą zespoły, które po fazie zasadniczej zajęły wyższe miejsce tabeli. Jeżeli po zakończeniu drugiego spotkania stan rywalizacji w meczach będzie wynosił 1:1 to o wygraniu rywalizacji zadecyduje trzeci mecz rozegrany na parkiecie drużyny, która zajęła wyższe miejsce w tabeli po rundzie zasadniczej. Przegrany zajmie ostatecznie 6. miejsce w rozgrywkach.
(O miejsca 3-4) - Przegrany 1 półfinału gra z przegranym 2 półfinału, do trzech wygranych meczów ze zmianą gospodarza po dwóch rozegranych meczach. Gospodarzami pierwszego terminu (terminy są dwudniowe - dwumeczowe) będą zespoły, które po fazie zasadniczej rozgrywek zajęły wyższe miejsce w tabeli (ewentualny piąty mecz zostaje rozegrany również na parkiecie drużyny, która zajęła wyższe miejsce po rundzie zasadniczej).
(O miejsca 1-2) - O tytuł mistrza KRISPOL 1.Ligi. Zwycięzca 1. półfinału gra ze zwycięzcą 2. półfinału do trzech wygranych meczów ze zmianą gospodarza po dwóch rozegranych meczach. Gospodarzami pierwszego terminu (terminy są dwudniowe - dwumeczowe) będą zespoły, które po fazie zasadniczej rozgrywek zajęły wyższe miejsce w tabeli (ewentualny piąty mecz zostaje rozegrany również na parkiecie drużyny, która zajęła wyższe miejsce po rundzie zasadniczej).
Drużyna, która zajmie 1 lub 2. miejsce w klasyfikacji końcowej KRISPOL 1.Ligi i spełni wymogi Regulaminu Profesjonalnego Współzawodnictwa PLS zostanie dopuszczona do udziału w rozgrywkach PlusLigi sezonu 2019/2020.
Runda play-out
Zespoły, które po zakończeniu rundy zasadniczej zajęły miejsca 11-14 zagrają o utrzymanie w KRISPOL 1. Lidze. Drużyny z miejsc 11-14; 12-13 utworzą pary meczowe. Rywalizacja toczyć się będzie do trzech wygranych meczów ze zmianą gospodarza po dwóch rozegranych meczach. Gospodarzami pierwszego terminu (terminy są dwudniowe - dwumeczowe) będą zespoły, które po fazie zasadniczej rozgrywek zajęły wyższe miejsce w tabeli (ewentualny piąty mecz zostaje rozegrany również na parkiecie drużyny, która zajęła wyższe miejsce po rundzie zasadniczej). Zwycięzcy utrzymują się w lidze, natomiast przegrani spadają do II ligi.
O kolejności końcowej w przypadku odpadnięcia drużyn w tej samej rundzie i nie rozgrywania meczów o poszczególne miejsca decyduje kolejność po rundzie zasadniczej.

## Drużyny uczestniczące
| | Uczestnicy poprzedniej edycji    |    |
| --- | -------------------------------- | -- |
| CZE | AZS Częstochowa                  | 1  |
| TMA | Lechia Tomaszów Mazowiecki       | 2  |
| WRZ | Krispol Września                 | 3  |
| KRA | AZS AGH Kraków                   | 4  |
| NYS | AZS PWSZ Stal Nysa               | 5  |
| SUW | Ślepsk Suwałki                   | 6  |
| CZE | Exact Systems Norwid Częstochowa | 7  |
| SIE | KPS Siedlce                      | 9  |
| SUL | STS Olimpia Sulęcin              | 10 |
| | Spadek z Plusligi                |    |
| BIE | BBTS Bielsko-Biała               | 15 |
| KIE | Buskowianka Kielce               | 16 |
| | Awans z II ligi                  |    |
| MJA | MCKiS Jaworzno                   | 1  |
| KLU | KKS Mickiewicz Kluczbork         | 2  |
| WRO | Gwardia Wrocław                  | 3  |
| Oznaczenia: - kolumna pierwsza – skróty nazw drużyn wpisane na mapie (jeśli ta została zamieszczona), - kolumna trzecia – miejsce zajęte przez daną drużynę w poprzednim sezonie. |                                  |    |

- Klub TSV Sanok wycofał się z rozgrywek przed rozpoczęciem sezonu i jego miejsce zajęła Gwardia Wrocław.

## Rozgrywki

### Runda zasadnicza

#### Tabela wyników
| Gospodarz \ Gość1                | CZE | TMA | SUW | WRZ | NYS | KRA | CZE | KLU | SIE | MJA | SUL | WRO | BIE | KIE |
| -------------------------------- | --- | --- | --- | --- | --- | --- | --- | --- | --- | --- | --- | --- | --- | --- |
| AZS Częstochowa                  | -   | 0:3 | 0:3 | 1:3 | 0:3 | 3:0 | 0:3 | 3:2 | 1:3 | 3:2 | 3:1 | 1:3 | 3:0 | 2:3 |
| Lechia Tomaszów Mazowiecki       | 3:1 | -   | 1:3 | 1:3 | 0:3 | 3:0 | 3:0 | 3:1 | 3:0 | 3:0 | 3:1 | 3:1 | 1:3 | 3:0 |
| Ślepsk Suwałki                   | 3:0 | 3:0 | -   | 1:3 | 3:1 | 1:3 | 3:1 | 3:0 | 3:2 | 3:2 | 3:0 | 1:3 | 1:3 | 3:0 |
| Krispol Września                 | 3:1 | 1:3 | 0:3 | -   | 1:3 | 3:0 | 3:0 | 3:1 | 3:0 | 3:0 | 2:3 | 3:2 | 3:1 | 3:1 |
| AZS PWSZ Stal Nysa               | 3:0 | 0:3 | 3:0 | 3:2 | -   | 3:0 | 2:3 | 3:0 | 3:0 | 3:0 | 3:1 | 3:1 | 3:1 | 3:1 |
| AZS AGH Kraków                   | 3:1 | 1:3 | 0:3 | 3:2 | 1:3 | -   | 3:0 | 1:3 | 1:3 | 3:1 | 0:3 | 3:1 | 3:1 | 2:3 |
| Exact Systems Norwid Częstochowa | 3:2 | 1:3 | 0:3 | 3:1 | 3:2 | 3:1 | -   | 3:1 | 3:1 | 3:1 | 3:0 | 3:0 | 3:1 | 3:0 |
| KKS Mickiewicz Kluczbork         | 2:3 | 2:3 | 0:3 | 0:3 | 3:2 | 1:3 | 0:3 | -   | 2:3 | 3:1 | 3:1 | 1:3 | 3:1 | 3:2 |
| KPS Siedlce                      | 3:0 | 1:3 | 3:1 | 1:3 | 2:3 | 3:0 | 2:3 | 0:3 | -   | 0:3 | 3:1 | 3:0 | 1:3 | 3:0 |
| MCKiS Jaworzno                   | 3:1 | 0:3 | 3:0 | 3:0 | 2:3 | 3:0 | 1:3 | 2:3 | 2:3 | -   | 3:0 | 3:2 | 0:3 | 2:3 |
| STS Olimpia Sulęcin              | 3:0 | 1:3 | 1:3 | 1:3 | 2:3 | 3:1 | 2:3 | 3:0 | 3:0 | 3:2 | -   | 2:3 | 0:3 | 1:3 |
| Gwardia Wrocław                  | 3:0 | 1:3 | 1:3 | 3:2 | 3:0 | 3:2 | 3:1 | 3:0 | 3:0 | 1:3 | 3:0 | -   | 3:2 | 3:0 |
| BBTS Bielsko-Biała               | 3:1 | 1:3 | 3:2 | 2:3 | 3:1 | 3:0 | 3:0 | 3:1 | 3:0 | 3:1 | 3:0 | 1:3 | -   | 3:0 |
| Buskowianka Kielce               | 3:0 | 0:3 | 2:3 | 0:3 | 3:2 | 3:1 | 2:3 | 1:3 | 3:2 | 3:1 | 3:0 | 2:3 | 1:3 | -   |

Źródło: wyniki.siatka.org
1 Drużyna gospodarzy jest wymieniona po lewej stronie tabeli.
Wpisana 23 kolejka
Kolory:
  zwycięstwo gospodarzy 3:0 lub 3:1
  zwycięstwo gospodarzy 3:2
  zwycięstwo gości 3:0 lub 3:1
  zwycięstwo gości 3:2

#### Wyniki spotkań
| 29.09.2018 | AZS Częstochowa      | 3:2 | UKS Mickiewicz Kluczbork | 25:22, 23:25, 20:25, 25:23, 15:9 |
| 27.09.2018 | Stal Nysa            | 3:0 | Ślepsk Suwałki           | 25:21, 25:23, 25:22              |
| 29.09.2018 | Lechia Tomaszów Maz. | 3:1 | Olimpia Sulęcin          | 27:29, 35:33, 25:20, 25:19       |
| 29.09.2018 | Krispol Września     | 3:0 | KPS Siedlce              | 25:13, 25:16, 25:16              |
| 29.09.2018 | Buskowianka Kielce   | 2:3 | Gwardia Wrocław          | 25:23, 25:19, 19:25, 22:25, 8:15 |
| 29.09.2018 | BBTS Bielsko-Biała   | 3:1 | MCKiS Jaworzno           | 15:25, 25:15, 25:16, 25:20       |
| 31.10.2018 | Norwid Częstochowa   | 3:1 | AZS AGH Kraków           | 17:25, 25:18, 26:24, 25:21       |

| 06.10.2018 | Gwardia Wrocław          | 1:3 | Ślepsk Suwałki       | 20:25, 24:26, 25:17, 23:25        |
| 06.10.2018 | Norwid Częstochowa       | 3:2 | Stal Nysa            | 19:25, 20:25, 25:20, 25:21, 15:8  |
| 06.10.2018 | KPS Siedlce              | 3:0 | AZS AGH Kraków       | 25:19, 25:21, 25:23               |
| 06.10.2018 | Olimpia Sulęcin          | 1:3 | Krispol Września     | 23:25, 18:25, 25:22, 18:25        |
| 06.10.2018 | UKS Mickiewicz Kluczbork | 2:3 | Lechia Tomaszów Maz. | 20:25, 18:25, 25:23, 25:19, 11:15 |
| 06.10.2018 | MCKiS Jaworzno           | 3:1 | AZS Częstochowa      | 22:25, 25:23, 25:12, 25:16        |
| 06.10.2018 | Buskowianka Kielce       | 1:3 | BBTS Bielsko-Biała   | 23:25, 11:25, 25:22, 26:28        |

| 09.10.2018 | BBTS Bielsko-Biała   | 1:3 | Gwardia Wrocław          | 21:25, 25:23, 22:25, 19:25        |
| 10.10.2018 | AZS Częstochowa      | 2:3 | Buskowianka Kielce       | 18:25, 25:19, 22:25, 29:27, 10:15 |
| 10.10.2018 | Lechia Tomaszów Maz. | 3:0 | MCKiS Jaworzno           | 25:19, 25:20, 25:16               |
| 10.10.2018 | Krispol Września     | 3:1 | UKS Mickiewicz Kluczbork | 16:25, 25:22, 25:21, 25:19        |
| 10.10.2018 | AZS AGH Kraków       | 0:3 | Olimpia Sulęcin          | 20:25, 21:25, 20:25               |
| 10.10.2018 | Stal Nysa            | 3:0 | KPS Siedlce              | 25:17, 25:21, 25:20               |
| 10.10.2018 | Ślepsk Suwałki       | 3:1 | Norwid Częstochowa       | 25:22, 25:27, 25:22, 25:21        |

| 13.10.2018 | Gwardia Wrocław          | 3:1 | Norwid Częstochowa   | 20:25, 27:25, 25:22, 25:22        |
| 14.10.2018 | KPS Siedlce              | 3:1 | Ślepsk Suwałki       | 25:18, 28:26, 19:25, 26:24        |
| 13.10.2018 | Olimpia Sulęcin          | 2:3 | Stal Nysa            | 25:19, 25:20, 12:25, 18:25, 11:15 |
| 13.10.2018 | UKS Mickiewicz Kluczbork | 1:3 | AZS AGH Kraków       | 25:21, 23:25, 18:25, 22:25        |
| 13.10.2018 | MCKiS Jaworzno           | 3:0 | Krispol Września     | 25:12, 25:23, 25:21               |
| 13.10.2018 | Buskowianka Kielce       | 0:3 | Lechia Tomaszów Maz. | 23:25, 23:25, 17:25               |
| 13.10.2018 | BBTS Bielsko-Biała       | 3:1 | AZS Częstochowa      | 25:23, 26:28, 25:20, 25:23        |

| 20.10.2018 | AZS Częstochowa    | 1:3 | Gwardia Wrocław          | 25:23, 23:25, 36:38, 19:25 |
| 20.10.2018 | BBTS Bielsko-Biała | 1:3 | Lechia Tomaszów Maz.     | 25:21, 21:25, 18:25, 21:25 |
| 18.10.2018 | Krispol Września   | 3:1 | Buskowianka Kielce       | 17:25, 25:21, 26:24, 25:19 |
| 20.10.2018 | AZS AGH Kraków     | 3:1 | MCKiS Jaworzno           | 25:23, 20:25, 43:41, 25:13 |
| 20.10.2018 | Stal Nysa          | 3:0 | UKS Mickiewicz Kluczbork | 25:18, 25:20, 25:22        |
| 20.10.2018 | Ślepsk Suwałki     | 3:0 | Olimpia Sulęcin          | 25:21, 25:18, 25:14        |
| 20.10.2018 | Norwid Częstochowa | 3:1 | KPS Siedlce              | 25:20, 18:25, 25:23, 25:22 |

| 27.10.2018 | Gwardia Wrocław          | 3:0 | KPS Siedlce          | 25:16, 37:35, 25:23               |
| 27.10.2018 | Olimpia Sulęcin          | 2:3 | Norwid Częstochowa   | 25:23, 16:25, 25:16, 22:25, 12:15 |
| 27.10.2018 | UKS Mickiewicz Kluczbork | 0:3 | Ślepsk Suwałki       | 23:25, 17:25, 24:26               |
| 27.10.2018 | MCKiS Jaworzno           | 2:3 | Stal Nysa            | 25:22, 14:25, 24:26, 25:22, 12:15 |
| 27.10.2018 | Buskowianka Kielce       | 3:1 | AZS AGH Kraków       | 26:24, 17:25, 25:22, 25:16        |
| 26.10.2018 | BBTS Bielsko-Biała       | 2:3 | Krispol Września     | 25:23, 20:25, 25:19, 20:25, 13:15 |
| 25.10.2018 | AZS Częstochowa          | 0:3 | Lechia Tomaszów Maz. | 17:25, 16:25, 17:25               |

| 03.11.2018 | Lechia Tomaszów Maz. | 3:1 | Gwardia Wrocław          | 25:19, 25:11, 29:31, 25:20        |
| 03.11.2018 | Krispol Września     | 3:1 | AZS Częstochowa          | 25:20, 21:25, 25:23, 25:20        |
| 03.11.2018 | AZS AGH Kraków       | 3:1 | BBTS Bielsko-Biała       | 25:12, 19:25, 25:12, 25:23        |
| 06.11.2018 | Stal Nysa            | 3:1 | Buskowianka Kielce       | 25:19, 25:22, 19:25, 25:22        |
| 03.11.2018 | Ślepsk Suwałki       | 3:2 | MCKiS Jaworzno           | 25:14, 20:25, 25:22, 27:29, 15:12 |
| 03.11.2018 | Norwid Częstochowa   | 3:1 | UKS Mickiewicz Kluczbork | 20:25, 25:23, 25:15, 25:16        |
| 03.11.2018 | KPS Siedlce          | 3:1 | Olimpia Sulęcin          | 25:23, 25:23, 23:25, 25:23        |

| 10.11.2018 | Gwardia Wrocław          | 3:0 | Olimpia Sulęcin    | 25:21, 25:17, 25:16               |
| 08.11.2018 | UKS Mickiewicz Kluczbork | 2:3 | KPS Siedlce        | 25:23, 20:25, 24:26, 25:17, 10:15 |
| 10.11.2018 | MCKiS Jaworzno           | 1:3 | Norwid Częstochowa | 23:25, 17:25, 25:22, 21:25        |
| 10.11.2018 | BBTS Bielsko-Biała       | 3:1 | Stal Nysa          | 25:19, 26:24, 22:25, 25:21        |
| 10.11.2018 | AZS Częstochowa          | 3:0 | AZS AGH Kraków     | 25:21, 25:21, 25:23               |
| 10.11.2018 | Buskowianka Kielce       | 2:3 | Ślepsk Suwałki     | 20:25, 23:25, 25:23, 25:22, 15:17 |
| 10.11.2018 | Lechia Tomaszów Maz.     | 1:3 | Krispol Września   | 25:20, 17:25, 25:27, 18:25        |

| 14.11.2018 | Krispol Września   | 3:2 | Gwardia Wrocław          | 25:20, 23:25, 19:25, 25:23, 15:12 |
| 14.11.2018 | AZS AGH Kraków     | 1:3 | Lechia Tomaszów Maz.     | 25:17, 18:25, 19:25, 19:25        |
| 14.11.2018 | Stal Nysa          | 3:0 | AZS Częstochowa          | 25:10, 25:23, 25:16               |
| 13.11.2018 | Ślepsk Suwałki     | 1:3 | BBTS Bielsko-Biała       | 22:25, 21:25, 25:19, 22:25        |
| 14.11.2018 | Norwid Częstochowa | 3:0 | Buskowianka Kielce       | 25:20, 25:20, 25:18               |
| 14.11.2018 | KPS Siedlce        | 0:3 | MCKiS Jaworzno           | 22:25, 23:25, 34:36               |
| 14.11.2018 | Olimpia Sulęcin    | 3:0 | UKS Mickiewicz Kluczbork | 25:21, 25:21, 29:27               |

| 17.11.2018 | Gwardia Wrocław      | 3:0 | UKS Mickiewicz Kluczbork | 25:23, 25:15, 25:18               |
| 17.11.2018 | MCKiS Jaworzno       | 3:0 | Olimpia Sulęcin          | 25:23, 25:22, 33:31               |
| 17.11.2018 | Buskowianka Kielce   | 3:2 | KPS Siedlce              | 25:22, 25:22, 18:25, 22:25, 15:10 |
| 17.11.2018 | Norwid Częstochowa   | 3:1 | BBTS Bielsko-Biała       | 25:22, 25:23, 22:25, 25:17        |
| 16.11.2018 | Ślepsk Suwałki       | 3:0 | AZS Częstochowa          | 27:25, 25:20, 25:17               |
| 17.11.2018 | Lechia Tomaszów Maz. | 0:3 | Stal Nysa                | 15:25, 27:29, 19:25               |
| 20.11.2018 | Krispol Września     | 3:0 | AZS AGH Kraków           | 25:20, 29:27, 25:17               |

| 24.11.2018 | AZS AGH Kraków           | 3:1 | Gwardia Wrocław      | 25:21, 19:25, 25:22, 25:23        |
| 24.11.2018 | Stal Nysa                | 3:2 | Krispol Września     | 21:25, 25:20, 27:29, 25:23, 15:7  |
| 24.11.2018 | Ślepsk Suwałki           | 3:0 | Lechia Tomaszów Maz. | 25:23, 25:22, 25:19               |
| 22.11.2018 | Norwid Częstochowa       | 3:2 | AZS Częstochowa      | 16:25, 25:22, 23:25, 25:22, 15:10 |
| 25.11.2018 | KPS Siedlce              | 1:3 | BBTS Bielsko-Biała   | 28:30, 25:16, 24:26, 22:25        |
| 24.11.2018 | Olimpia Sulęcin          | 1:3 | Buskowianka Kielce   | 25:20, 17:25, 18:25, 19:25        |
| 24.11.2018 | UKS Mickiewicz Kluczbork | 3:1 | MCKiS Jaworzno       | 26:24, 26:28, 25:20, 25:16        |

| 01.12.2018 | Gwardia Wrocław      | 1:3 | MCKiS Jaworzno           | 24:26, 20:25, 25:20, 18:25 |
| 01.12.2018 | Buskowianka Kielce   | 1:3 | UKS Mickiewicz Kluczbork | 20:25, 25:17, 17:25, 19:25 |
| 01.12.2018 | BBTS Bielsko-Biała   | 3:0 | Olimpia Sulęcin          | 26:24, 25:23, 25:21        |
| 30.11.2018 | KPS Siedlce          | 3:0 | AZS Częstochowa          | 26:24, 25:20, 25:15        |
| 01.12.2018 | Lechia Tomaszów Maz. | 3:0 | Norwid Częstochowa       | 25:18, 25:23, 25:20        |
| 30.11.2018 | Krispol Września     | 0:3 | Ślepsk Suwałki           | 22:25, 24:26, 21:25        |
| 01.12.2018 | AZS AGH Kraków       | 1:3 | Stal Nysa                | 15:25, 25:19, 21:25, 21:25 |

| 05.12.2018 | Stal Nysa                | 3:1 | Gwardia Wrocław      | 25:13, 22:25, 25:23, 25:22        |
| 05.12.2018 | Ślepsk Suwałki           | 1:3 | AZS AGH Kraków       | 19:25, 23:25, 25:20, 25:27        |
| 05.12.2018 | Norwid Częstochowa       | 3:1 | Krispol Września     | 28:30, 25:23, 25:22, 25:17        |
| 05.12.2018 | KPS Siedlce              | 1:3 | Lechia Tomaszów Maz. | 25:23, 19:25, 22:25, 18:25        |
| 05.12.2018 | Olimpia Sulęcin          | 3:0 | AZS Częstochowa      | 25:18, 25:23, 25:20               |
| 05.12.2018 | UKS Mickiewicz Kluczbork | 3:1 | BBTS Bielsko-Biała   | 25:15, 17:25, 25:16, 25:19        |
| 05.12.2018 | MCKiS Jaworzno           | 2:3 | Buskowianka Kielce   | 31:29, 25:15, 15:25, 21:25, 10:15 |

| 08.12.2018 | Gwardia Wrocław          | 3:0 |                      | 25:21, 25:20, 27:25               |
| 08.12.2018 | MCKiS Jaworzno           | 0:3 | BBTS Bielsko-Biała   | 23:25, 19:25, 22:25               |
| 08.12.2018 | UKS Mickiewicz Kluczbork | 2:3 | AZS Częstochowa      | 25:23, 20:25, 22:25, 25:20, 14:16 |
| 11.12.2018 | Olimpia Sulęcin          | 1:3 | Lechia Tomaszów Maz. | 26:24, 21:25, 20:25, 22:25        |
| 08.12.2018 | KPS Siedlce              | 1:3 | Krispol Września     | 20:25, 16:25, 25:20, 21:25        |
| 08.12.2018 | AZS AGH Kraków           | 3:0 | Norwid Częstochowa   | 25:17, 25:16, 25:19               |
| 08.12.2018 | Ślepsk Suwałki           | 3:1 | Stal Nysa            | 25:18, 29:27, 16:25, 25:21        |

| 13.12.2018 | Ślepsk Suwałki       | 1:3 | Gwardia Wrocław          | 26:24, 22:25, 20:25, 12:25        |
| 15.12.2018 | Stal Nysa            | 2:3 | Norwid Częstochowa       | 25:22, 21:25, 19:25, 25:18, 13:15 |
| 15.12.2018 | AZS AGH Kraków       | 1:3 | KPS Siedlce              | 26:24, 31:33, 18:25, 19:25        |
| 15.12.2018 | Krispol Września     | 2:3 | Olimpia Sulęcin          | 25:23, 25:27, 19:25, 25:18, 10:15 |
| 15.12.2018 | Lechia Tomaszów Maz. | 3:1 | UKS Mickiewicz Kluczbork | 25:21, 21:25, 25:18, 27:25        |
| 13.12.2018 | AZS Częstochowa      | 3:2 | MCKiS Jaworzno           | 25:22, 15:25, 27:29, 25:21, 15:11 |
| 15.12.2018 | BBTS Bielsko-Biała   | 3:0 | Buskowianka Kielce       | 25:21, 26:24, 25:14               |

| 22.12.2018 | Gwardia Wrocław          | 3:2 | BBTS Bielsko-Biała   | 25:19, 26:24, 16:25, 21:25, 15:13 |
| 20.12.2018 | Buskowianka Kielce       | 3:0 | AZS Częstochowa      | 25:17, 26:24, 25:21               |
| 22.12.2018 | MCKiS Jaworzno           | 0:3 | Lechia Tomaszów Maz. | 15:25, 21:25, 23:25               |
| 22.12.2018 | UKS Mickiewicz Kluczbork | 0:3 | Krispol Września     | 16:25, 22:25, 24:26               |
| 22.12.2018 | Olimpia Sulęcin          | 3:1 | AZS AGH Kraków       | 27:29, 25:17, 25:17, 25:15        |
| 22.12.2018 | KPS Siedlce              | 2:3 | Stal Nysa            | 11:25, 27:25, 20:25, 25:22, 13:15 |
| 22.12.2018 | Norwid Częstochowa       | 0:3 | Ślepsk Suwałki       | 19:25, 20:25, 23:25               |

| 05.01.2019 | Norwid Częstochowa   | 3:0 | Gwardia Wrocław          | 25:21, 25:19, 25:20               |
| 08.01.2019 | Ślepsk Suwałki       | 3:2 | KPS Siedlce              | 28:30, 25:21, 23:25, 25:20, 15:10 |
| 05.01.2019 | Stal Nysa            | 3:1 | Olimpia Sulęcin          | 25:14, 18:25, 25:21, 25:22        |
| 05.12.2019 | AZS AGH Kraków       | 1:3 | UKS Mickiewicz Kluczbork | 19:25, 22:25, 25:18, 21:25        |
| 03.01.2019 | Krispol Września     | 3:0 | MCKiS Jaworzno           | 25:23, 25:14, 25:19               |
| 05.01.2019 | Lechia Tomaszów Maz. | 3:0 | Buskowianka Kielce       | 25:15, 25:17, 25:21               |
| 05.01.2019 | AZS Częstochowa      | 3:0 | BBTS Bielsko-Biała       | 25:15, 25:20, 25:16               |

| 12.01.2019 | Gwardia Wrocław          | 3:0 | AZS Częstochowa    | 25:23, 25:22, 25:15               |
| 12.01.2019 | Lechia Tomaszów Maz.     | 1:3 | BBTS Bielsko-Biała | 25:22, 20:25, 19:25, 20:25        |
| 12.01.2019 | Buskowianka Kielce       | 0:3 | Krispol Września   | 22:25, 18:25, 19:25               |
| 12.01.2019 | MCKiS Jaworzno           | 3:0 | AZS AGH Kraków     | 25:20, 25:19, 25:19               |
| 10.01.2019 | UKS Mickiewicz Kluczbork | 3:2 | Stal Nysa          | 27:25, 16:25, 25:18, 16:25, 17:15 |
| 12.01.2019 | Olimpia Sulęcin          | 1:3 | Ślepsk Suwałki     | 21:25, 25:20, 20:25, 24:26        |
| 12.01.2019 | KPS Siedlce              | 2:3 | Norwid Częstochowa | 16:25, 20:25, 25:19, 26:24, 10:15 |

| 16.01.2019 | KPS Siedlce          | 3:0 | Gwardia Wrocław          | 25:23, 25:22, 25:13               |
| 15.01.2019 | Norwid Częstochowa   | 3:0 | Olimpia Sulęcin          | 25:20, 25:16, 25:16               |
| 13.02.2019 | Ślepsk Suwałki       | 3:0 | UKS Mickiewicz Kluczbork | 25:17, 25:18, 25:20               |
| 13.02.2019 | Stal Nysa            | 3:0 | MCKiS Jaworzno           | 25:17, 25:22, 25:11               |
| 16.01.2019 | AZS AGH Kraków       | 2:3 | Buskowianka Kielce       | 23:25, 25:22, 25:17, 25:27, 13:15 |
| 30.01.2019 | Krispol Września     | 3:1 | BBTS Bielsko-Biała       | 25:18, 25:18, 19:25, 25:18        |
| 30.01.2019 | Lechia Tomaszów Maz. | 3:1 | AZS Częstochowa          | 25:22, 25:23, 26:28, 25:19        |

| 22.01.2019 | Gwardia Wrocław          | 1:3 | Lechia Tomaszów Maz. | 20:25, 21:25, 25:20, 21:25        |
| 19.01.2019 | AZS Częstochowa          | 1:3 | Krispol Września     | 25:27, 25:18, 23:25, 18:25        |
| 19.01.2019 | BBTS Bielsko-Biała       | 3:0 | AZS AGH Kraków       | 25:18, 26:24, 25:21               |
| 19.01.2019 | Buskowianka Kielce       | 3:2 | Stal Nysa            | 21:25, 25:23, 25:21, 22:25, 15:11 |
| 19.01.2019 | MCKiS Jaworzno           | 3:0 | Ślepsk Suwałki       | 25:20, 25:16, 25:20               |
| 19.01.2019 | UKS Mickiewicz Kluczbork | 0:3 | Norwid Częstochowa   | 15:25, 22:25, 23:25               |
| 19.01.2019 | Olimpia Sulęcin          | 3:0 | KPS Siedlce          | 21:25, 20:25, 18:25               |

| 26.01.2019 | Olimpia Sulęcin    | 2:3 | Gwardia Wrocław          | 25:23, 23:25, 18:25, 25:20, 14:16 |
| 24.01.2019 | KPS Siedlce        | 0:3 | UKS Mickiewicz Kluczbork | 24:26, 15:25, 20:25               |
| 26.01.2019 | Norwid Częstochowa | 3:1 | MCKiS Jaworzno           | 25:15, 25:16, 18:25, 26:24        |
| 26.01.2019 | Ślepsk Suwałki     | 3:0 | Buskowianka Kielce       | 25:19, 25:13, 25:23               |
| 26.01.2019 | Stal Nysa          | 3:1 | BBTS Bielsko-Biała       | 25:23, 21:25, 25:14, 25:11        |
| 26.01.2019 | AZS AGH Kraków     | 3:1 | AZS Częstochowa          | 21:25, 25:22, 25:20, 25:23        |
| 27.01.2019 | Krispol Września   | 1:3 | Lechia Tomaszów Maz.     | 32:34, 25:22, 22:25, 11:25        |

| 02.02.2019 | UKS Mickiewicz Kluczbork | 1:3 | Gwardia Wrocław      | 25:21, 19:25, 16:25, 24:26        |
| 02.02.2019 | BBTS Bielsko-Biała       | 3:0 | Norwid Częstochowa   | 25:11, 25:23, 25:23               |
| 02.02.2019 | KPS Siedlce              | 3:0 | Buskowianka Kielce   | 25:22, 25:23, 25:22               |
| 02.02.2019 | AZS AGH Kraków           | 3:2 | Krispol Września     | 22:25, 14:25, 25:23, 25:21, 15:13 |
| 02.02.2019 | Stal Nysa                | 0:3 | Lechia Tomaszów Maz. | 29:31, 23:25, 23:25               |
| 02.02.2019 | AZS Częstochowa          | 0:3 | Ślepsk Suwałki       | 21:25, 16:25, 21:25               |
| 05.02.2019 | Olimpia Sulęcin          | 3:2 | MCKiS Jaworzno       | 25:23, 25:20, 15:25, 17:25, 15:9  |

| 09.02.2019 | Gwardia Wrocław      | 3:2 | AZS AGH Kraków           | 23:25, 25:20, 23:25, 26:24, 15:10 |
| 09.02.2019 | Lechia Tomaszów Maz. | 1:3 | Ślepsk Suwałki           | 23:25, 16:25, 25:17, 15:25        |
| 09.02.2019 | Buskowianka Kielce   | 3:0 | Olimpia Sulęcin          | 25:22, 25:22, 28:26               |
| 07.02.2019 | BBTS Bielsko-Biała   | 3:0 | KPS Siedlce              | 25:17, 25:18, 25:18               |
| 09.02.2019 | AZS Częstochowa      | 0:3 | Norwid Częstochowa       | 16:25, 22:25, 21:25               |
| 09.02.2019 | MCKiS Jaworzno       | 2:3 | UKS Mickiewicz Kluczbork | 25:18, 19:25, 25:19, 21:25, 15:17 |
| 09.02.2019 | Krispol Września     | 1:3 | Stal Nysa                | 27:29, 22:25, 25:22, 15:25        |

| 16.02.2019 | MCKiS Jaworzno           | 3:2 | Gwardia Wrocław      | 23:25, 25:21, 25:22, 23:25, 26:24 |
| 14.02.2019 | Norwid Częstochowa       | 1:3 | Lechia Tomaszów Maz. | 25:22, 21:25, 21:25, 22:25        |
| 19.02.2019 | Ślepsk Suwałki           | 1:3 | Krispol Września     | 26:28, 17:25, 25:22, 16:25        |
| 16.02.2019 | Olimpia Sulęcin          | 0:3 | BBTS Bielsko-Biała   | 23:25, 22:25, 19:25               |
| 16.02.2019 | Stal Nysa                | 3:0 | AZS AGH Kraków       | 25:20, 25:19, 25:20               |
| 16.02.2019 | AZS Częstochowa          | 1:3 | KPS Siedlce          | 18:25, 25:16, 23:25, 27:29        |
| 16.02.2019 | UKS Mickiewicz Kluczbork | 3:2 | Buskowianka Kielce   | 20:25, 25:14, 19:25, 28:26, 15:12 |

| 21.02.2019 | Gwardia Wrocław      | 3:0 | Stal Nysa                | 25:17, 25:16, 25:20        |
| 23.02.2019 | Krispol Września     | 3:0 | Norwid Częstochowa       | 25:18, 25:21, 25:22        |
| 23.02.2019 | AZS Częstochowa      | 3:1 | Olimpia Sulęcin          | 23:25, 29:27, 36:34, 25:19 |
| 23.02.2019 | Buskowianka Kielce   | 3:1 | MCKiS Jaworzno           | 25:22, 25:23, 19:25, 25:22 |
| 23.02.2019 | BBTS Bielsko-Biała   | 3:1 | UKS Mickiewicz Kluczbork | 25:22, 25:20, 22:25, 25:22 |
| 23.02.2019 | AZS AGH Kraków       | 0:3 | Ślepsk Suwałki           | 22:25, 19:25, 24:26        |
| 23.02.2019 | Lechia Tomaszów Maz. | 3:0 | KPS Siedlce              | 25:14, 25:20, 25:22        |

| 27.02.2019 | AZS Częstochowa          | 0:3 | Stal Nysa          | 16:25, 17:25, 25:27               |
| 28.02.2019 | UKS Mickiewicz Kluczbork | 3:1 | Olimpia Sulęcin    | 23:25, 25:22, 25:23, 25:15        |
| 28.02.2019 | Lechia Tomaszów Maz.     | 3:0 | AZS AGH Kraków     | 25:22, 25:12, 25:23               |
| 02.03.2019 | BBTS Bielsko-Biała       | 3:2 | Ślepsk Suwałki     | 17:25, 26:24, 25:23, 22:25, 15:8  |
| 02.03.2019 | Buskowianka Kielce       | 2:3 | Norwid Częstochowa | 25:23, 25:21, 20:25, 24:26, 14:16 |
| 02.03.2019 | Gwardia Wrocław          | 3:2 | Krispol Września   | 25:23, 13:25, 25:20, 18:25, 15:13 |
| 02.03.2019 | MCKiS Jaworzno           | 2:3 | KPS Siedlce        | 21:25, 21:25, 25:18, 25:22, 8:15  |

#### Tabela po rundzie zasadniczej
| Lp. | Drużyna                          | Pkt | Mecze | Mecze | Mecze | Rodzaj wyniku | Rodzaj wyniku | Rodzaj wyniku | Rodzaj wyniku | Rodzaj wyniku | Rodzaj wyniku | Sety | Sety | Sety  | Małe punkty | Małe punkty | Małe punkty |
| Lp. | Drużyna                          | Pkt | M     | W     | P     | 3:0           | 3:1           | 3:2           | 2:3           | 1:3           | 0:3           | wyg. | prz. | stos. | zdob.       | str.        | stos.       |
| --- | -------------------------------- | --- | ----- | ----- | ----- | ------------- | ------------- | ------------- | ------------- | ------------- | ------------- | ---- | ---- | ----- | ----------- | ----------- | ----------- |
| 1   | Lechia Tomaszów Mazowiecki       | 62  | 26    | 21    | 5     | 9             | 11            | 1             | 0             | 3             | 2             | 66   | 28   | 2.36  | 2259        | 2036        | 1.11        |
| 2   | AZS PWSZ Stal Nysa               | 54  | 26    | 18    | 8     | 8             | 6             | 4             | 4             | 2             | 2             | 64   | 38   | 1.68  | 2343        | 2116        | 1.11        |
| 3   | Krispol Września                 | 53  | 26    | 17    | 9     | 6             | 9             | 2             | 4             | 3             | 2             | 62   | 40   | 1.55  | 2342        | 2203        | 1.06        |
| 4   | Ślepsk Suwałki                   | 52  | 26    | 18    | 8     | 10            | 5             | 3             | 1             | 5             | 2             | 61   | 35   | 1.74  | 2237        | 2108        | 1.06        |
| 5   | BBTS Bielsko-Biała               | 49  | 26    | 16    | 10    | 7             | 8             | 1             | 2             | 7             | 1             | 59   | 40   | 1.48  | 2225        | 2191        | 1.02        |
| 6   | Exact Systems Norwid Częstochowa | 48  | 26    | 18    | 8     | 5             | 7             | 6             | 0             | 3             | 5             | 57   | 43   | 1.33  | 2251        | 2171        | 1.04        |
| 7   | Gwardia Wrocław                  | 45  | 26    | 16    | 10    | 6             | 5             | 5             | 2             | 6             | 2             | 58   | 45   | 1.29  | 2354        | 2289        | 1.03        |
| 8   | KPS Siedlce                      | 32  | 26    | 10    | 16    | 4             | 4             | 2             | 4             | 4             | 8             | 42   | 56   | 0.75  | 2150        | 2273        | 0.95        |
| 9   | MCKiS Jaworzno                   | 30  | 26    | 8     | 18    | 5             | 2             | 1             | 7             | 6             | 5             | 44   | 58   | 0.76  | 2236        | 2314        | 0.97        |
| 10  | Buskowianka Kielce               | 29  | 26    | 10    | 16    | 2             | 3             | 5             | 4             | 4             | 8             | 42   | 61   | 0.69  | 2215        | 2335        | 0.95        |
| 11  | KKS Mickiewicz Kluczbork         | 28  | 26    | 9     | 17    | 1             | 5             | 3             | 4             | 6             | 7             | 41   | 62   | 0.66  | 2220        | 2325        | 0.95        |
| 12  | AZS AGH Kraków                   | 25  | 26    | 8     | 18    | 1             | 6             | 1             | 2             | 7             | 9             | 35   | 62   | 0.56  | 2133        | 2267        | 0.94        |
| 13  | STS Olimpia Sulęcin              | 22  | 26    | 7     | 19    | 4             | 1             | 2             | 3             | 9             | 7             | 36   | 62   | 0.58  | 2153        | 2288        | 0.94        |
| 14  | AZS Częstochowa                  | 17  | 26    | 6     | 20    | 2             | 1             | 3             | 2             | 8             | 10            | 30   | 67   | 0.45  | 2100        | 2302        | 0.91        |

Źródło: wyniki.siatka.org
Punktacja: 3:0 i 3:1 – 3 pkt; 3:2 – 2 pkt; 2:3 – 1 pkt; 1:3 i 0:3 – 0 pkt
Zasady ustalania kolejności: 1. liczba punktów; 2. stosunek setów; 3. stosunek małych punktów; 4. bilans w bezpośrednich meczach
     faza play-off
     faza play-out

### Play-off

#### Ćwierćfinały
(do 3 zwycięstw)
| Data       | Drużyna 1                        | Wynik | Drużyna 2                        | Sety                             |
| ---------- | -------------------------------- | ----- | -------------------------------- | -------------------------------- |
| 09.03.2019 | KS Lechia Tomaszów Mazowiecki    | 3:1   | KPS Siedlce                      | 21:25, 25:20, 25:21, 25:13       |
| 10.03.2019 | KS Lechia Tomaszów Mazowiecki    | 3:0   | KPS Siedlce                      | 25:21, 25:19, 25:21              |
| 15.03.2019 | KPS Siedlce                      | 0:3   | KS Lechia Tomaszów Mazowiecki    | 22:25, 14:25, 20:25              |
|            |                                  |       |                                  |                                  |
| 11.03.2019 | Stal Nysa                        | 3:2   | Gwardia Wrocław                  | 19:25, 23:25, 25:13, 25:20, 15:8 |
| 12.03.2019 | Stal Nysa                        | 3:1   | Gwardia Wrocław                  | 21:25, 25:21, 25:20, 25:19       |
| 16.03.2019 | Gwardia Wrocław                  | 1:3   | Stal Nysa                        | 25:22, 16:25, 22:25, 10:25       |
|            |                                  |       |                                  |                                  |
| 09.03.2019 | APP Krispol Września             | 3:1   | Exact Systems Norwid Częstochowa | 25:15, 20:25, 25:23, 25:22       |
| 10.03.2019 | APP Krispol Września             | 3:2   | Exact Systems Norwid Częstochowa | 25:13, 20:25, 25:18, 18:25, 15:7 |
| 14.03.2019 | Exact Systems Norwid Częstochowa | 3:0   | APP Krispol Września             | 25:18, 25:21, 27:25              |
| 15.03.2019 | Exact Systems Norwid Częstochowa | 1:3   | APP Krispol Września             | 20:25, 25:21, 19:25, 21:25       |
|            |                                  |       |                                  |                                  |
| 08.03.2019 | Ślepsk Suwałki                   | 3:1   | BBTS Bielsko-Biała               | 26:24, 25:22, 21:25, 25:23       |
| 09.03.2019 | Ślepsk Suwałki                   | 3:0   | BBTS Bielsko-Biała               | 26:24, 25:22, 25:23              |
| 20.03.2019 | BBTS Bielsko-Biała               | 0:3   | Ślepsk Suwałki                   | 21:25, 22:25, 21:25              |

#### Półfinały
(do 3 zwycięstw)
| Data       | Drużyna 1                  | Wynik | Drużyna 2                  | Sety                              |
| ---------- | -------------------------- | ----- | -------------------------- | --------------------------------- |
| 24.03.2019 | Stal Nysa                  | 3:0   | Krispol Września           | 25:20, 25:22, 25:17               |
| 25.03.2019 | Stal Nysa                  | 3:0   | Krispol Września           | 25:16, 25:23, 25:20               |
| 04.04.2019 | Krispol Września           | 2:3   | Stal Nysa                  | 25:23, 19:25, 19:25, 25:23, 7:15  |
|            |                            |       |                            |                                   |
| 26.03.2019 | Lechia Tomaszów Mazowiecki | 3:0   | Ślepsk Suwałki             | 25:19, 25:18, 25:17               |
| 27.03.2019 | Lechia Tomaszów Mazowiecki | 0:3   | Ślepsk Suwałki             | 23:25, 26:28, 16:25               |
| 04.04.2019 | Ślepsk Suwałki             | 3:1   | Lechia Tomaszów Mazowiecki | 25:20, 24:26, 26:24, 25:18        |
| 05.04.2019 | Ślepsk Suwałki             | 3:2   | Lechia Tomaszów Mazowiecki | 23:25, 25:21, 21:25, 25:21, 15:10 |

Mecze o miejsca 9-10
(dwumecz)
| Data       | Drużyna 1          | Wynik | Drużyna 2          | Sety                       |
| ---------- | ------------------ | ----- | ------------------ | -------------------------- |
| 09.03.2019 | Buskowianka Kielce | 1:3   | MCKiS Jaworzno     | 18:25, 22:25, 25:20, 21:25 |
| 16.03.2019 | MCKiS Jaworzno     | 3:1   | Buskowianka Kielce | 25:16, 29:31, 25:22, 25:20 |

Mecze o miejsca 5-8
(do 2 zwycięstw)
| Data       | Drużyna 1          | Wynik | Drużyna 2          | Sety                              |
| ---------- | ------------------ | ----- | ------------------ | --------------------------------- |
| 23.03.2019 | Gwardia Wrocław    | 2:3   | Norwid Częstochowa | 25:20, 19:25, 22:25, 25:18, 12:15 |
| 28.03.2019 | Norwid Częstochowa | 3:2   | Gwardia Wrocław    | 19:25, 25:23, 25:22, 14:25, 19:17 |
|            |                    |       |                    |                                   |
| 24.03.2019 | KPS Siedlce        | 1:3   | BBTS Bielsko-Biała | 31:29, 15:25, 21:25, 23:25        |
| 30.03.2019 | BBTS Bielsko-Biała | 3:0   | KPS Siedlce        | 25:14, 25:14, 25:21               |

#### Mecze o 7. miejsce
(do 2 zwycięstw)
| Data       | Drużyna 1   | Wynik | Drużyna 2       | Sety                |
| ---------- | ----------- | ----- | --------------- | ------------------- |
| 06.04.2019 | KPS Siedlce | 3:0   | Gwardia Wrocław | 25:23, 25:20, 33:31 |
| 07.04.2019 | KPS Siedlce | 3:0   | Gwardia Wrocław | 25:22, 25:23, 25:18 |

#### Mecze o 5. miejsce
(do 2 zwycięstw)
| Data       | Drużyna 1          | Wynik | Drużyna 2          | Sety                              |
| ---------- | ------------------ | ----- | ------------------ | --------------------------------- |
| 06.04.2019 | Norwid Częstochowa | 1:3   | BBTS Bielsko-Biała | 26:24, 20:25, 21:25, 24:26        |
| 11.04.2019 | BBTS Bielsko-Biała | 3:2   | Norwid Częstochowa | 25:22, 29:27, 21:25, 22:25, 15:13 |

#### Mecze o 3. miejsce
(do 3 zwycięstw)
| Data       | Drużyna 1                  | Wynik | Drużyna 2                  | Sety                              |
| ---------- | -------------------------- | ----- | -------------------------- | --------------------------------- |
| 11.04.2019 | Lechia Tomaszów Mazowiecki | 0:3   | APP Krispol Września       | 23:25, 30:32, 21:25               |
| 12.04.2019 | Lechia Tomaszów Mazowiecki | 1:3   | APP Krispol Września       | 21:25, 23:25, 25:16, 19:25        |
| 16.04.2019 | APP Krispol Września       | 3:2   | Lechia Tomaszów Mazowiecki | 25:14, 21:25, 32:30, 20:25, 15:10 |

#### Finał
(do 3 zwycięstw)
| Data       | Drużyna 1          | Wynik | Drużyna 2          | Sety                       |
| ---------- | ------------------ | ----- | ------------------ | -------------------------- |
| 11.04.2019 | Stal Nysa          | 0:3   | MKS Ślepsk Suwałki | 23:25, 23:25, 17:25        |
| 12.04.2019 | Stal Nysa          | 1:3   | MKS Ślepsk Suwałki | 22:25, 25:17, 21:25, 15:25 |
| 18.04.2019 | MKS Ślepsk Suwałki | 3:1   | Stal Nysa          | 25:18, 29:31, 25:19, 25:19 |

### Play out
(do 3 zwycięstw)
| Data       | Drużyna 1                | Wynik | Drużyna 2                | Sety                              |
| ---------- | ------------------------ | ----- | ------------------------ | --------------------------------- |
| 08.03.2019 | UKS Mickiewicz Kluczbork | 0:3   | AZS Częstochowa          | 21:25, 22:25, 17:25               |
| 09.03.2019 | UKS Mickiewicz Kluczbork | 2:3   | AZS Częstochowa          | 20:25, 15:25, 25:13, 25:18, 13:15 |
| 15.03.2019 | AZS Częstochowa          | 0:3   | UKS Mickiewicz Kluczbork | 18:25, 19:25, 18:25               |
| 16.03.2019 | AZS Częstochowa          | 3:1   | UKS Mickiewicz Kluczbork | 25:21, 25:15, 21:25, 25:17        |
|            |                          |       |                          |                                   |
| 09.03.2019 | AZS AGH Kraków           | 3:1   | Olimpia Sulęcin          | 25:23, 26:24, 24:26, 25:20        |
| 10.03.2019 | AZS AGH Kraków           | 2:3   | Olimpia Sulęcin          | 23:25, 25:23, 22:25, 25:21, 14:16 |
| 16.03.2019 | Olimpia Sulęcin          | 0:3   | AZS AGH Kraków           | 20:25, 23:25, 15:25               |
| 17.03.2019 | Olimpia Sulęcin          | 0:3   | AZS AGH Kraków           | 24:26, 27:29, 19:25               |

## Klasyfikacja końcowa
| Lp. | Drużyna                    |
| --- | -------------------------- |
| 1   | MKS Ślepsk Suwałki         |
| 2   | Stal Nysa                  |
| 3   | APP Krispol Września       |
| 4   | Lechia Tomaszów Mazowiecki |
| 5   | BBTS Bielsko-Biała         |
| 6   | Norwid Częstochowa         |
| 7   | KPS Siedlce                |
| 8   | Gwardia Wrocław            |
| 9   | MCKiS Jaworzno             |
| 10  | Buskowianka Kielce         |
| 11  | TAURON AZS Częstochowa     |
| 12  | AZS AGH Kraków             |
| 13  | UKS Mickiewicz Kluczbork   |
| 14  | Olimpia Sulęcin            |

     awans do Plusligi
     spadek do II ligi
W sezonie 2018/2019, w rozgrywkach play-out o utrzymanie się w I lidze, UKS Mickiewicz Kluczbork przegrał rywalizację z AZS-em Częstochowa zajmując 13. miejsce. Jednak w związku z wycofaniem się z rozgrywek Plus Ligi Stoczni Szczecin i decyzją Zarządu Polskiego Związku Piłki Siatkowej (PZPS-u) drużyna pozostała w rozgrywkach I ligi w nowym sezonie 2019/2020.